# Lijst van Tweede Kamerleden voor de VVD
Een overzicht van alle (voormalige) Tweede Kamerleden voor de Volkspartij voor Vrijheid en Democratie (VVD). Bij zittende Kamerleden staat geen einddatum vermeld.

## De lijst
| Tweede Kamerlid                             | Begindatum        | Einddatum         |
| ------------------------------------------- | ----------------- | ----------------- |
| Gijs van Aardenne                           | 18 februari 1971  | 9 mei 1971        |
| Gijs van Aardenne                           | 3 augustus 1971   | 18 december 1977  |
| Gijs van Aardenne                           | 27 augustus 1981  | 3 november 1982   |
| Thierry Aartsen                             | 13 september 2018 | 19 juni 2025      |
| Jozias van Aartsen                          | 19 mei 1998       | 2 augustus 1998   |
| Jozias van Aartsen                          | 23 mei 2002       | 29 november 2006  |
| Charlie Aptroot                             | 30 januari 2003   | 20 september 2012 |
| Tamara van Ark                              | 17 juni 2010      | 26 oktober 2017   |
| Tamara van Ark                              | 31 maart 2021     | 3 september 2021  |
| Malik Azmani                                | 17 juni 2010      | 10 juni 2019      |
| Hans van Baalen                             | 28 september 1999 | 22 mei 2002       |
| Hans van Baalen                             | 31 januari 2003   | 29 november 2006  |
| Eric Balemans                               | 25 augustus 1998  | 22 mei 2002       |
| Eric Balemans                               | 3 juni 2003       | 29 november 2006  |
| Bente Becker                                | 23 maart 2017     | 22 juni 2019      |
| Bente Becker                                | 13 oktober 2019   | 7 augustus 2022   |
| Bente Becker                                | 28 november 2022  |                   |
| Willibrord van Beek                         | 19 mei 1998       | 20 september 2012 |
| Martin de Beer                              | 25 juni 2025      |                   |
| Pol de Beer                                 | 5 november 1969   | 13 september 1989 |
| Ybeltje Berckmoes-Duindam                   | 9 november 2011   | 23 maart 2017     |
| Cees Berkhouwer                             | 6 november 1956   | 3 september 1979  |
| Harry Bevers                                | 18 januari 2022   | 5 december 2023   |
| Harry Bevers                                | 4 juli 2024       |                   |
| Bart Bikkers                                | 26 maart 2025     |                   |
| Steven Edzo Broeils Bierema                 | 28 januari 1948   | 26 juli 1948      |
| Yvonne Bijenhof                             | 12 september 2023 | 5 december 2023   |
| Jan Dirk Blaauw                             | 16 januari 1978   | 2 juni 1986       |
| Jan Dirk Blaauw                             | 27 september 1988 | 13 september 1989 |
| Jan Dirk Blaauw                             | 9 mei 1990        | 22 mei 2002       |
| Jan Dirk Blaauw                             | 26 juli 2002      | 29 januari 2003   |
| Piet Blauw                                  | 10 juni 1981      | 18 mei 1998       |
| Anke van Blerck-Woerdman                    | 13 juni 1995      | 29 januari 2003   |
| Stef Blok                                   | 25 augustus 1998  | 22 mei 2002       |
| Stef Blok                                   | 3 september 2002  | 5 november 2012   |
| Arend Jan Boekestijn                        | 3 november 2006   | 18 november 2009  |
| Betty de Boer                               | 17 juni 2010      | 23 maart 2017     |
| Frits Bolkestein                            | 16 januari 1978   | 4 november 1982   |
| Frits Bolkestein                            | 3 juni 1986       | 23 september 1988 |
| Frits Bolkestein                            | 14 september 1989 | 20 september 1999 |
| Martijn Bolkestein                          | 2 juli 2020       | 30 maart 2021     |
| Albert van den Bosch                        | 23 maart 2017     | 30 maart 2021     |
| Remco Bosma                                 | 1 maart 2016      | 23 maart 2017     |
| André Bosman                                | 17 juni 2010      | 30 maart 2021     |
| Reinier Braams                              | 8 juni 1977       | 13 september 1989 |
| Ruben Brekelmans                            | 31 maart 2021     | 2 juli 2024       |
| Jeanette ten Broecke Hoekstra               | 6 november 1956   | 21 februari 1967  |
| Han ten Broeke                              | 30 november 2006  | 4 september 2018  |
| Philippe Brood                              | 25 augustus 1998  | 12 april 2000     |
| Jan Bruggeman                               | 21 januari 1985   | 2 juni 1986       |
| Martijn Buijsse                             | 4 juli 2024       |                   |
| Brigitte van der Burg                       | 30 november 2006  | 23 maart 2017     |
| Eric van der Burg                           | 6 december 2023   |                   |
| Ingrid de Caluwé                            | 1 juni 2011       | 23 maart 2017     |
| Thom van Campen                             | 31 maart 2021     |                   |
| Sam Cherribi                                | 17 mei 1994       | 18 mei 1998       |
| Sam Cherribi                                | 25 augustus 1998  | 22 mei 2002       |
| Johan Cornelissen                           | 27 juli 1948      | 4 juni 1963       |
| Han Corver                                  | 16 juni 1959      | 21 februari 1967  |
| Jean Hubert Couzy                           | 20 maart 1959     | 21 februari 1967  |
| Dick Dees                                   | 7 december 1972   | 13 juli 1986      |
| Dick Dees                                   | 14 september 1989 | 12 juni 1995      |
| Sander Dekker                               | 23 maart 2017     | 26 oktober 2017   |
| Norma Dettmeijer-Labberton                  | 2 oktober 1968    | 9 mei 1971        |
| Ineke Dezentjé Hamming-Bluemink             | 3 juni 2003       | 9 november 2011   |
| Frederik Gerard van Dijk                    | 6 november 1956   | 4 juni 1963       |
| Klaas van Dijk                              | 5 juni 1963       | 23 augustus 1976  |
| Klaas Dijkhoff                              | 17 juni 2010      | 20 maart 2015     |
| Klaas Dijkhoff                              | 23 maart 2017     | 30 maart 2021     |
| Hans Dijkstal                               | 11 november 1982  | 2 juni 1986       |
| Hans Dijkstal                               | 30 juli 1986      | 21 augustus 1994  |
| Hans Dijkstal                               | 19 mei 1998       | 21 augustus 2002  |
| Remco Dijkstra                              | 20 september 2012 | 30 maart 2021     |
| Theo van den Doel                           | 30 augustus 1994  | 22 mei 2002       |
| Theo van den Doel                           | 4 september 2002  | 29 januari 2003   |
| Rosemarijn Dral                             | 4 juli 2024       |                   |
| Pieter Duisenberg                           | 20 september 2012 | 6 september 2017  |
| Wim van Eekelen                             | 8 juni 1977       | 18 januari 1978   |
| Wim van Eekelen                             | 25 augustus 1981  | 4 november 1982   |
| Wim van Eekelen                             | 3 juni 1986       | 13 juli 1986      |
| Eske van Egerschot                          | 6 april 2004      | 29 november 2006  |
| Wendy van Eijk-Nagel                        | 6 december 2023   |                   |
| Ton Elias                                   | 18 december 2008  | 23 maart 2017     |
| Zohair El Yassini                           | 23 maart 2017     | 5 december 2023   |
| Ulysse Ellian                               | 31 maart 2021     |                   |
| Silvio Erkens                               | 31 maart 2021     |                   |
| Broos van Erp                               | 16 januari 1978   | 2 juni 1986       |
| Broos van Erp                               | 30 juli 1986      | 13 september 1989 |
| Broos van Erp                               | 30 januari 1990   | 1 juni 1997       |
| Marijke van Essers-Huiskamp                 | 17 mei 1994       | 22 mei 2002       |
| Albert-Jan Evenhuis                         | 11 december 1973  | 13 juli 1986      |
| Jeanne Fortanier-de Wit                     | 28 januari 1948   | 19 februari 1956  |
| Jan Franssen                                | 11 november 1982  | 6 september 1994  |
| Molly Geertsema                             | 20 maart 1959     | 5 juli 1971       |
| Molly Geertsema                             | 7 februari 1973   | 5 mei 1973        |
| Molly Geertsema                             | 28 mei 1973       | 8 november 1973   |
| Jan Geluk                                   | 19 mei 1998       | 22 mei 2002       |
| Jan Geluk                                   | 16 oktober 2002   | 29 juni 2005      |
| Tobias van Gent                             | 5 september 2018  | 30 maart 2021     |
| Jock Geselschap                             | 30 november 2016  | 23 maart 2017     |
| Aart Geurtsen                               | 27 juni 1967      | 9 juni 1981       |
| Nell Ginjaar-Maas                           | 4 september 1973  | 4 november 1982   |
| Nell Ginjaar-Maas                           | 3 juni 1986       | 13 juli 1986      |
| Nell Ginjaar-Maas                           | 14 september 1989 | 24 september 1993 |
| Els de Graaff-van Meeteren                  | 13 maart 1986     | 2 juni 1986       |
| Frank de Grave                              | 16 september 1982 | 7 mei 1990        |
| Frank de Grave                              | 19 mei 1998       | 2 augustus 1998   |
| Frank de Grave                              | 23 mei 2002       | 1 april 2004      |
| Martijn Grevink                             | 23 augustus 2022  | 5 december 2023   |
| Laetitia Griffith                           | 30 januari 2003   | 2 juni 2005       |
| Laetitia Griffith                           | 1 juni 2006       | 17 juni 2010      |
| Peter de Groot                              | 31 maart 2021     |                   |
| Aart Hendrik Willem Hacke                   | 24 januari 1948   | 26 juli 1948      |
| Wybren van Haga                             | 31 oktober 2017   | 24 september 2019 |
| Mark Harbers                                | 1 december 2009   | 26 oktober 2017   |
| Mark Harbers                                | 11 juni 2019      | 9 januari 2022    |
| Floor den Hartog                            | 28 januari 1948   | 4 juni 1963       |
| Jeroen Hartsuiker                           | 25 juni 2025      |                   |
| Erik Haverkort                              | 18 januari 2022   | 5 december 2023   |
| Sari van Heemskerck Pillis-Duvekot          | 11 november 1982  | 2 juni 1986       |
| Sari van Heemskerck Pillis-Duvekot          | 30 juli 1986      | 18 mei 1998       |
| Rudmer Heerema                              | 3 september 2013  | 23 maart 2017     |
| Rudmer Heerema                              | 31 oktober 2017   | 5 december 2023   |
| Eelco Heinen                                | 31 maart 2021     | 2 juli 2024       |
| Jeanine Hennis-Plasschaert                  | 17 juni 2010      | 5 november 2012   |
| Jeanine Hennis-Plasschaert                  | 23 maart 2017     | 12 september 2018 |
| Loek Hermans                                | 8 juni 1977       | 23 september 1990 |
| Loek Hermans                                | 23 mei 2002       | 24 juli 2002      |
| Sophie Hermans                              | 23 maart 2017     | 2 juli 2024       |
| Enric Hessing                               | 17 mei 1994       | 22 mei 2002       |
| Jacqueline van den Hil                      | 31 maart 2021     | 5 december 2023   |
| Jacqueline van den Hil                      | 12 december 2023  | 29 maart 2024     |
| Jacqueline van den Hil                      | 4 juli 2024       | 13 mei 2025       |
| Ayaan Hirsi Ali                             | 30 januari 2003   | 16 mei 2006       |
| Pieter Hofstra                              | 8 september 1994  | 29 november 2006  |
| Henk van Hoof                               | 5 november 1991   | 2 augustus 1998   |
| Henk van Hoof                               | 23 mei 2002       | 29 januari 2003   |
| Hans Hoogervorst                            | 17 mei 1994       | 2 augustus 1998   |
| Hans Hoogervorst                            | 23 mei 2002       | 21 juli 2002      |
| Hans Hoogervorst                            | 30 januari 2003   | 26 mei 2003       |
| Johan Houwers                               | 26 oktober 2010   | 20 september 2012 |
| Johan Houwers                               | 8 november 2012   | 22 juli 2013      |
| Matthijs Huizing                            | 26 oktober 2010   | 6 december 2013   |
| Folkert Idsinga                             | 31 maart 2021     | 5 september 2023  |
| Huub Jacobse                                | 8 juni 1977       | 2 juni 1986       |
| Theo Joekes                                 | 5 juni 1963       | 13 september 1989 |
| Annemarie Jorritsma                         | 16 september 1982 | 2 juni 1986       |
| Annemarie Jorritsma                         | 30 juli 1986      | 21 augustus 1994  |
| Annemarie Jorritsma                         | 19 mei 1998       | 2 augustus 1998   |
| Annemarie Jorritsma                         | 23 mei 2002       | 29 januari 2003   |
| Cornelis Adrianus Kammeraad                 | 31 juli 1963      | 21 februari 1967  |
| Roelien Kamminga                            | 31 maart 2021     | 3 juni 2025       |
| Henk Kamp                                   | 17 mei 1994       | 21 juli 2002      |
| Henk Kamp                                   | 30 januari 2003   | 26 mei 2003       |
| Henk Kamp                                   | 30 november 2006  | 18 december 2008  |
| Margreet Kamp                               | 11 november 1982  | 2 juni 1986       |
| Margreet Kamp                               | 30 juli 1986      | 13 september 1989 |
| Margreet Kamp                               | 5 april 1990      | 18 mei 1998       |
| Annelien Kappeyne van de Coppello           | 11 mei 1971       | 9 juni 1981       |
| Wim Keja                                    | 3 augustus 1971   | 2 juni 1986       |
| Wim Keja                                    | 30 juli 1986      | 13 september 1989 |
| Willem Keur                                 | 30 augustus 1994  | 18 mei 1998       |
| Mike Keyzer                                 | 23 februari 1967  | 17 april 1967     |
| Jan Hendrik Klein Molekamp                  | 30 augustus 1994  | 22 mei 2002       |
| Jan Hendrik Klein Molekamp                  | 26 juli 2002      | 29 januari 2003   |
| Jan Klink                                   | 2 juni 2021       | 5 december 2023   |
| Daniel Koerhuis                             | 23 maart 2017     | 5 december 2023   |
| Henk Koning                                 | 23 februari 1967  | 27 december 1977  |
| Henk Koning                                 | 25 augustus 1981  | 4 november 1982   |
| Henk Koning                                 | 3 juni 1986       | 13 juli 1986      |
| Henk Koning                                 | 14 september 1989 | 21 oktober 1991   |
| Arend Kisteman                              | 6 december 2023   |                   |
| Bouke van der Kooij                         | 11 november 1982  | 2 juni 1986       |
| Sven Koopmans                               | 23 maart 2017     | 30 maart 2021     |
| Daan de Kort                                | 31 maart 2021     |                   |
| Rudolf de Korte                             | 22 december 1977  | 12 maart 1986     |
| Rudolf de Korte                             | 3 juni 1986       | 13 juli 1986      |
| Rudolf de Korte                             | 14 september 1989 | 31 augustus 1995  |
| Simon Korteweg                              | 26 mei 1959       | 4 juni 1963       |
| Benk Korthals                               | 16 september 1982 | 2 augustus 1998   |
| Benk Korthals                               | 23 mei 2002       | 21 juli 2002      |
| Henk Korthals                               | 28 januari 1948   | 18 mei 1959       |
| Frits Korthals Altes                        | 14 september 1989 | 10 juni 1991      |
| Hans de Koster                              | 23 februari 1967  | 11 juni 1967      |
| Hans de Koster                              | 11 mei 1971       | 5 juli 1971       |
| Hans de Koster                              | 1 februari 1973   | 30 april 1973     |
| Hans de Koster                              | 28 mei 1973       | 7 juni 1977       |
| Gerard Koudijs                              | 23 februari 1967  | 6 december 1972   |
| Anneke Krijnen                              | 22 december 1977  | 9 juni 1981       |
| Paul de Krom                                | 30 januari 2003   | 14 oktober 2010   |
| Ada Kuiper-Struyk                           | 26 mei 1959       | 14 september 1965 |
| Antoinette Laan-Geselschap                  | 31 oktober 2017   | 30 maart 2021     |
| Leendert de Lange                           | 31 maart 2015     | 23 maart 2017     |
| Leendert de Lange                           | 31 oktober 2017   | 2 juli 2019       |
| Herman Lauxtermann                          | 8 juni 1977       | 9 juni 1981       |
| Herman Lauxtermann                          | 11 november 1982  | 2 juni 1986       |
| Herman Lauxtermann                          | 27 januari 1987   | 13 september 1989 |
| Herman Lauxtermann                          | 25 juni 1991      | 17 januari 1993   |
| René Leegte                                 | 26 oktober 2010   | 24 maart 2015     |
| Herman François van Leeuwen                 | 15 juli 1952      | 4 juni 1963       |
| Janmarc Lenards                             | 31 augustus 2005  | 29 november 2006  |
| Bart de Liefde                              | 26 oktober 2010   | 19 februari 2016  |
| Roald van der Linde                         | 8 november 2012   | 23 maart 2017     |
| Roald van der Linde                         | 7 september 2017  | 30 maart 2021     |
| Robin Linschoten                            | 16 september 1982 | 21 augustus 1994  |
| Pieter Litjens                              | 20 september 2012 | 25 juni 2014      |
| Helma Lodders                               | 17 juni 2010      | 30 maart 2021     |
| Anne-Wil Lucas                              | 17 juni 2010      | 6 september 2016  |
| Anne-Marie Lucassen-Stauttener              | 11 november 1982  | 2 juni 1986       |
| Ruud Luchtenveld                            | 26 augustus 1997  | 18 mei 1998       |
| Ruud Luchtenveld                            | 25 augustus 1998  | 22 mei 2002       |
| Ruud Luchtenveld                            | 26 juli 2002      | 29 januari 2003   |
| Ruud Luchtenveld                            | 3 juni 2003       | 27 juni 2006      |
| Claire Martens                              | 6 december 2023   |                   |
| Cees Meeuwis                                | 1 september 2009  | 17 juni 2010      |
| Els Meijer                                  | 25 augustus 1998  | 22 mei 2002       |
| Jaap Metz                                   | 22 november 1982  | 2 juni 1986       |
| Wim Meulenkamp                              | 6 december 2023   |                   |
| Ingrid Michon-Derkzen                       | 31 maart 2021     |                   |
| Jan Middendorp                              | 23 maart 2017     | 30 maart 2021     |
| Anouchka van Miltenburg                     | 30 januari 2003   | 23 maart 2017     |
| Fahid Minhas                                | 31 maart 2021     | 5 december 2023   |
| Perjan Moors                                | 14 januari 2014   | 23 maart 2017     |
| Anne Mulder                                 | 17 juni 2010      | 17 september 2020 |
| Daan de Neef                                | 31 maart 2021     | 5 september 2022  |
| Helma Neppérus                              | 30 november 2006  | 23 maart 2017     |
| Atzo Nicolaï                                | 19 mei 1998       | 21 juli 2002      |
| Atzo Nicolaï                                | 30 januari 2003   | 26 mei 2003       |
| Atzo Nicolaï                                | 30 november 2006  | 31 mei 2011       |
| Jacques Niederer                            | 19 mei 1998       | 22 mei 2002       |
| Cora van Nieuwenhuizen                      | 17 juni 2010      | 1 juli 2014       |
| Ad Nijhuis                                  | 11 november 1982  | 2 juni 1986       |
| Ad Nijhuis                                  | 30 juli 1986      | 27 januari 1990   |
| Chantal Nijkerken-de Haan                   | 31 maart 2015     | 30 maart 2021     |
| Ed Nijpels                                  | 8 juni 1977       | 13 juli 1986      |
| Ed Nijpels                                  | 14 september 1989 | 3 april 1990      |
| Annette Nijs                                | 30 januari 2003   | 26 mei 2003       |
| Annette Nijs                                | 7 juni 2005       | 29 november 2006  |
| Lambertus Gerhardus Oldenbanning            | 5 juni 1963       | 15 september 1965 |
| Foort van Oosten                            | 20 september 2012 | 19 februari 2019  |
| Gert-Jan Oplaat                             | 19 mei 1998       | 22 mei 2002       |
| Gert-Jan Oplaat                             | 26 juli 2002      | 29 november 2006  |
| Fadime Örgü                                 | 19 mei 1998       | 22 mei 2002       |
| Fadime Örgü                                 | 30 januari 2003   | 29 november 2006  |
| Pieter Oud                                  | 27 juli 1948      | 4 juni 1963       |
| Greetje den Ouden-Dekkers                   | 16 september 1982 | 2 juni 1986       |
| Wim Passtoors                               | 5 september 1995  | 22 mei 2002       |
| Michiel Patijn                              | 19 mei 1998       | 31 maart 2001     |
| Mariëlle Paul                               | 31 maart 2021     | 20 juli 2023      |
| Mariëlle Paul                               | 6 december 2023   | 2 juli 2024       |
| Ad Ploeg                                    | 7 december 1972   | 7 november 1982   |
| Ad Ploeg                                    | 3 juni 1986       | 13 september 1989 |
| Frits Portheine                             | 31 juli 1963      | 9 juni 1981       |
| Hawre Rahimi                                | 18 januari 2022   | 5 december 2023   |
| Queeny Rajkowski                            | 31 maart 2021     | 7 december 2023   |
| Queeny Rajkowski                            | 29 maart 2024     |                   |
| Daniël van der Ree                          | 7 september 2016  | 23 maart 2017     |
| Kelly Regterschot                           | 25 juni 2019      | 30 maart 2021     |
| Patricia Remak                              | 19 mei 1998       | 22 mei 2002       |
| Johan Remkes                                | 26 oktober 1993   | 2 augustus 1998   |
| Johan Remkes                                | 23 mei 2002       | 21 juli 2002      |
| Johan Remkes                                | 30 januari 2003   | 26 mei 2003       |
| Johan Remkes                                | 30 november 2006  | 17 juni 2010      |
| Len Rempt-Halmmans de Jongh                 | 11 september 1979 | 9 juni 1981       |
| Len Rempt-Halmmans de Jongh                 | 11 mei 1982       | 2 juni 1986       |
| Len Rempt-Halmmans de Jongh                 | 30 juli 1986      | 13 september 1989 |
| Len Rempt-Halmmans de Jongh                 | 25 september 1990 | 16 mei 1994       |
| Jos van Rey                                 | 16 september 1982 | 13 september 1989 |
| Jos van Rey                                 | 11 januari 1991   | 18 mei 1998       |
| Simone Richardson                           | 6 september 2022  | 27 oktober 2022   |
| Simone Richardson                           | 1 november 2022   | 27 november 2022  |
| Simone Richardson                           | 5 september 2023  | 5 december 2023   |
| Simone Richardson                           | 4 juni 2025       |                   |
| Koos Rietkerk                               | 23 februari 1967  | 27 juli 1971      |
| Koos Rietkerk                               | 23 januari 1973   | 31 augustus 1973  |
| Koos Rietkerk                               | 11 september 1974 | 3 november 1982   |
| Jan Rijpstra                                | 17 mei 1994       | 31 juli 2005      |
| Govert Ritmeester                           | 27 juli 1948      | 4 juni 1963       |
| Arno Rutte                                  | 20 september 2012 | 12 oktober 2019   |
| Mark Rutte                                  | 30 januari 2003   | 26 mei 2003       |
| Mark Rutte                                  | 28 juni 2006      | 14 oktober 2010   |
| Mark Rutte                                  | 20 september 2012 | 5 november 2012   |
| Mark Rutte                                  | 23 maart 2017     | 26 oktober 2017   |
| Mark Rutte                                  | 31 maart 2021     | 9 januari 2022    |
| Ed van der Sande                            | 30 juni 2005      | 29 november 2006  |
| Afke Schaart                                | 17 juni 2010      | 20 september 2012 |
| Jaap Scherpenhuizen                         | 23 januari 1973   | 7 november 1982   |
| Jaap Scherpenhuizen                         | 3 juni 1986       | 13 september 1989 |
| Anton van Schijndel                         | 30 augustus 2005  | 6 september 2006  |
| Edith Schippers                             | 3 juni 2003       | 14 oktober 2010   |
| Edith Schippers                             | 20 september 2012 | 5 november 2012   |
| Johan Schlingemann                          | 9 mei 1967        | 7 februari 1971   |
| Eegje Schoo                                 | 3 juni 1986       | 19 januari 1987   |
| Dirk Schuitemaker                           | 20 maart 1959     | 4 juni 1963       |
| Melanie Schultz van Haegen-Maas Geesteranus | 30 januari 2003   | 26 mei 2003       |
| Anoushka Schut-Welkzijn                     | 20 september 2012 | 23 maart 2017     |
| Chris Simons                                | 22 maart 2022     | 8 juli 2022       |
| Chris Simons                                | 23 augustus 2022  | 5 december 2023   |
| Bart Smals                                  | 3 juli 2019       | 12 oktober 2019   |
| Bart Smals                                  | 15 oktober 2019   | 30 maart 2021     |
| Bart Smals                                  | 7 september 2021  | 5 december 2023   |
| Neelie Smit-Kroes                           | 3 augustus 1971   | 27 december 1977  |
| Neelie Smit-Kroes                           | 25 augustus 1981  | 3 november 1982   |
| Neelie Smit-Kroes                           | 3 juni 1986       | 13 juli 1986      |
| Janneke Snijder-Hazelhoff                   | 7 december 1999   | 22 mei 2002       |
| Janneke Snijder-Hazelhoff                   | 3 juni 2003       | 20 september 2012 |
| Mark Snoeren                                | 22 september 2020 | 30 maart 2021     |
| Haya van Someren                            | 20 maart 1959     | 30 september 1968 |
| Ernst van Splunter                          | 3 april 2001      | 22 mei 2002       |
| Ard van der Steur                           | 17 juni 2010      | 20 maart 2015     |
| Anne Lize van der Stoel                     | 17 mei 1994       | 18 mei 1998       |
| Joke Stoffels-van Haaften                   | 22 december 1955  | 21 februari 1967  |
| Karin Straus                                | 26 oktober 2010   | 23 maart 2017     |
| Pim van Strien                              | 31 maart 2021     | 5 december 2023   |
| Mark Strolenberg                            | 7 september 2021  | 5 december 2023   |
| Ton de Swart                                | 9 mei 2000        | 22 mei 2002       |
| Zsolt Szabó                                 | 3 juni 2003       | 29 november 2006  |
| Joost Taverne                               | 26 oktober 2010   | 19 september 2012 |
| Joost Taverne                               | 8 november 2012   | 23 maart 2017     |
| Fred Teeven                                 | 30 november 2006  | 14 oktober 2010   |
| Fred Teeven                                 | 20 september 2012 | 5 november 2012   |
| Fred Teeven                                 | 26 maart 2015     | 23 maart 2017     |
| Ockje Tellegen                              | 20 september 2012 | 17 maart 2022     |
| Erica Terpstra                              | 8 juni 1977       | 21 augustus 1994  |
| Erica Terpstra                              | 19 mei 1998       | 14 december 2003  |
| Judith Tielen                               | 31 oktober 2017   | 19 juni 2025      |
| Edzo Toxopeus                               | 6 november 1956   | 18 mei 1959       |
| Edzo Toxopeus                               | 2 juli 1963       | 23 juli 1963      |
| Edzo Toxopeus                               | 21 september 1965 | 31 oktober 1969   |
| Max Tripels                                 | 19 januari 1978   | 2 juni 1986       |
| Dany Tuijnman                               | 5 juni 1963       | 18 december 1977  |
| Thijs Udo                                   | 25 augustus 1998  | 22 mei 2002       |
| Peter Valstar                               | 31 maart 2021     | 5 december 2023   |
| Els Veder-Smit                              | 23 februari 1967  | 2 januari 1978    |
| Michiel van Veen                            | 20 september 2012 | 29 november 2016  |
| Binne Piet van der Veen                     | 20 maart 1959     | 4 juni 1963       |
| Jelleke Veenendaal                          | 16 december 2003  | 29 november 2006  |
| Jan te Veldhuis                             | 16 september 1982 | 29 januari 2003   |
| Hayke Veldman                               | 25 juni 2014      | 23 maart 2017     |
| Hayke Veldman                               | 31 oktober 2017   | 30 maart 2021     |
| Hester Veltman-Kamp                         | 6 december 2023   |                   |
| Jan van de Ven                              | 24 augustus 1976  | 9 juni 1981       |
| Nellie Verbugt                              | 19 januari 1993   | 22 mei 2002       |
| Nellie Verbugt                              | 26 juli 2002      | 29 januari 2003   |
| Rita Verdonk                                | 30 november 2006  | 14 september 2007 |
| Mark Verheijen                              | 20 september 2012 | 27 februari 2015  |
| Ruud Verkuijlen                             | 7 september 2021  | 11 januari 2022   |
| Ruud Verkuijlen                             | 18 januari 2022   | 5 december 2023   |
| Ruud Verkuijlen                             | 14 mei 2025       |                   |
| Barbara Visser                              | 20 september 2012 | 16 oktober 2017   |
| Martin Visser                               | 4 maart 1958      | 21 februari 1967  |
| Arno Visser                                 | 3 juni 2003       | 29 november 2006  |
| Henk Vonhoff                                | 23 februari 1967  | 27 juli 1971      |
| Henk Vonhoff                                | 23 januari 1973   | 5 september 1974  |
| Gijsbertus Vonk                             | 28 januari 1948   | 14 juli 1952      |
| Jan de Voogd                                | 22 december 1977  | 9 juni 1981       |
| Joris Voorhoeve                             | 16 september 1982 | 9 januari 1991    |
| Joris Voorhoeve                             | 19 mei 1998       | 30 november 1999  |
| Otto Vos                                    | 30 augustus 1994  | 18 mei 1998       |
| Otto Vos                                    | 25 augustus 1998  | 22 mei 2002       |
| Hella Voûte-Droste                          | 17 mei 1994       | 3 september 2002  |
| Aukje de Vries                              | 8 november 2012   | 9 januari 2022    |
| Aukje de Vries                              | 6 december 2023   |                   |
| Bibi de Vries                               | 17 mei 1994       | 29 november 2006  |
| Monique de Vries                            | 17 mei 1994       | 2 augustus 1998   |
| Monique de Vries                            | 23 mei 2002       | 29 januari 2003   |
| Gijs de Vries                               | 23 mei 2002       | 7 oktober 2002    |
| Harry Waalkens                              | 3 augustus 1971   | 16 januari 1985   |
| Christianne van der Wal                     | 6 december 2023   | 25 maart 2025     |
| Frans Weekers                               | 19 mei 1998       | 22 mei 2002       |
| Frans Weekers                               | 3 juni 2003       | 14 oktober 2010   |
| Frans Weekers                               | 20 september 2012 | 5 november 2012   |
| Frans Weisglas                              | 16 september 1982 | 29 november 2006  |
| Arne Weverling                              | 23 maart 2017     | 30 maart 2021     |
| Jan-Kees Wiebenga                           | 16 september 1982 | 16 mei 1994       |
| Hans Wiegel                                 | 18 april 1967     | 18 december 1977  |
| Hans Wiegel                                 | 25 augustus 1981  | 30 april 1982     |
| Dennis Wiersma                              | 23 maart 2017     | 2 september 2021  |
| Jeroen van Wijngaarden                      | 1 juli 2014       | 23 maart 2017     |
| Jeroen van Wijngaarden                      | 20 februari 2019  | 26 oktober 2023   |
| Geert Wilders                               | 25 augustus 1998  | 22 mei 2002       |
| Geert Wilders                               | 26 juli 2002      | 1 september 2004  |
| Johan Witteveen                             | 5 juni 1963       | 23 juli 1963      |
| Johan Witteveen                             | 21 september 1965 | 4 april 1967      |
| Martin Wörsdörfer                           | 23 maart 2017     | 30 maart 2021     |
| Hatte van der Woude                         | 31 maart 2021     | 5 december 2023   |
| Bas van 't Wout                             | 20 september 2012 | 1 juli 2020       |
| Bas van 't Wout                             | 31 maart 2021     | 12 januari 2022   |
| Dilan Yeşilgöz                              | 23 maart 2017     | 2 september 2021  |
| Dilan Yeşilgöz                              | 6 december 2023   |                   |
| Gerrit Zalm                                 | 19 mei 1998       | 2 augustus 1998   |
| Gerrit Zalm                                 | 23 mei 2002       | 26 mei 2003       |
| Roelof Zegering Hadders                     | 27 juli 1948      | 9 mei 1971        |
| Erik Ziengs                                 | 17 juni 2010      | 30 maart 2021     |
| Halbe Zijlstra                              | 30 november 2006  | 14 oktober 2010   |
| Halbe Zijlstra                              | 20 september 2012 | 26 oktober 2017   |